# 史丹利的寓言
《史丹利的寓言》是一個由戴維·文登（Davey Wreden）開發，最初建立於遊戲模組Source引擎的文字冒險遊戲，於2011年7月推出。遊戲其後透過Galactic Cafe的團隊名義，與威廉·普（William Pugh）合作開發高清重製版（HD Remake），加入全新故事原素和獨立設計，於2012年被社交系統Steam公佈獲得核准發售，並分別於2013年10月及12月推出Microsoft Windows及OS X版本；在此之前亦有推出免費遊戲演示。2018年，Galactic Cafe在游戏大奖直播宣佈與另一開發商Crows Crows Crows合作推出新版本終極豪華版（Ultra Deluxe），於2022年4月27日在電腦及家用機平台登場，加入全新內容及結局。

## 概要

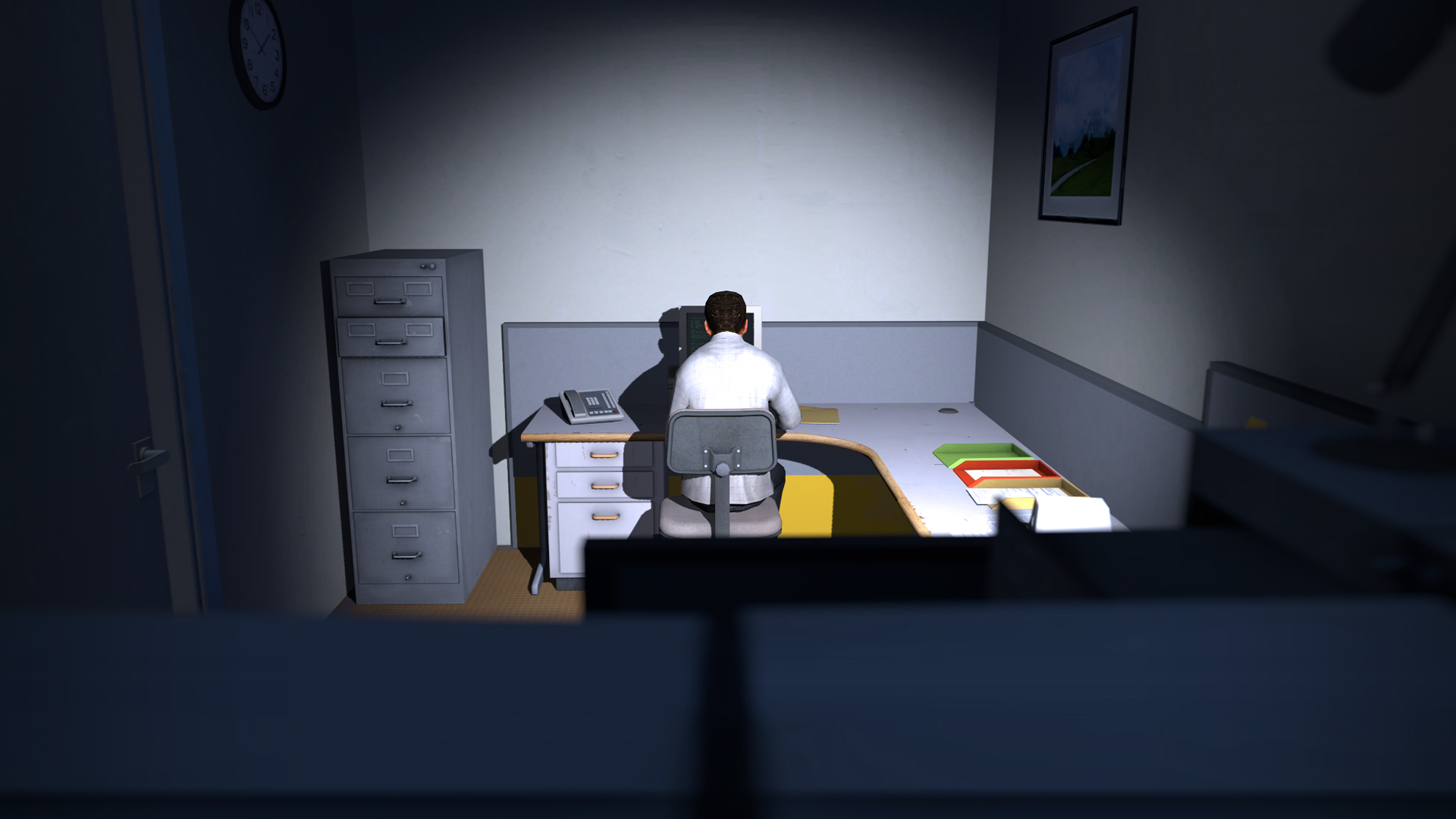
遊戲主角史丹利少有的第三身視點投射。

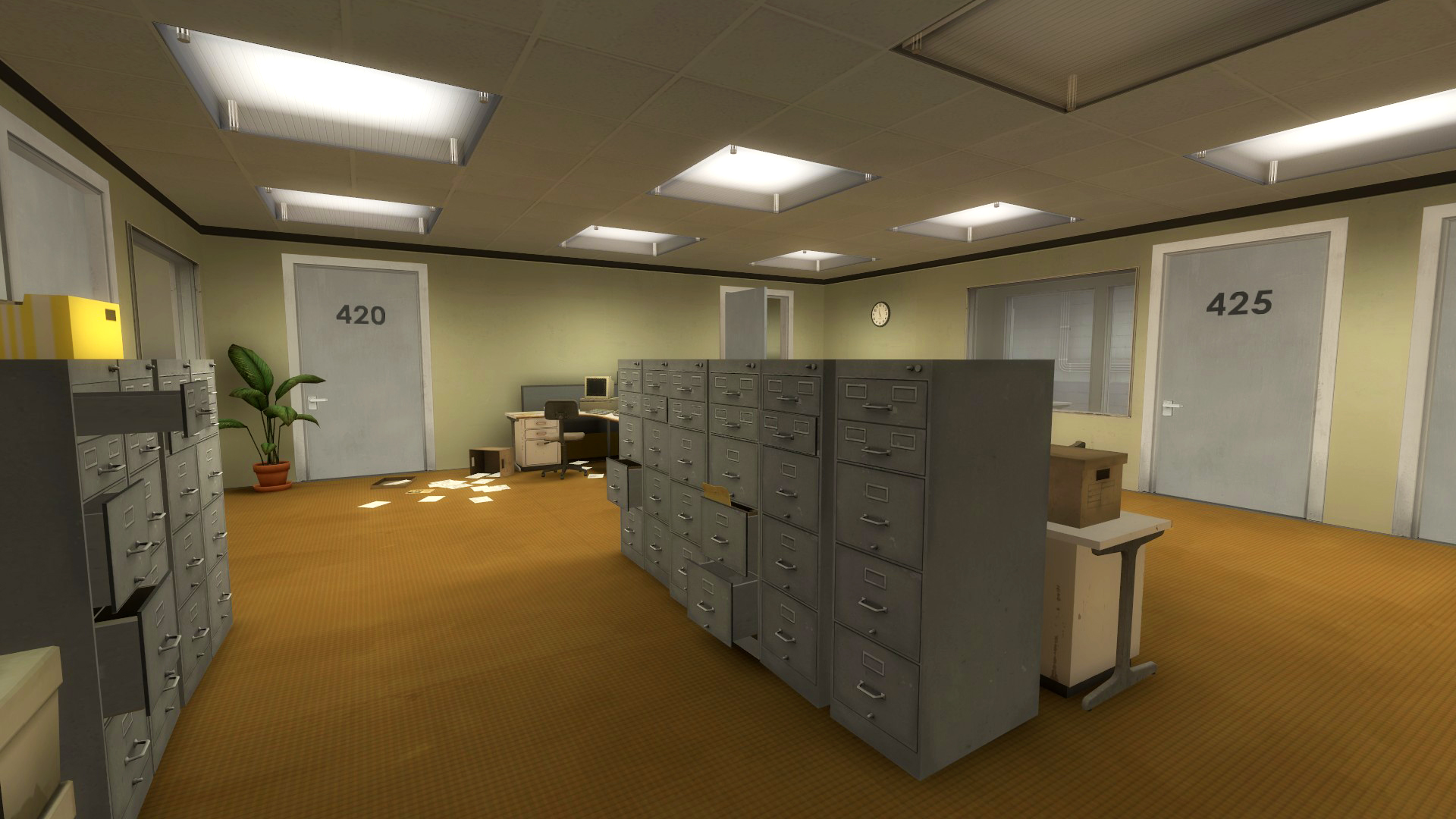
高清重製版本的初始辦公室裡，玩家有較多空間去各項事物，但隨著前行推進，面臨抉擇的地方將會顯得越來越緊湊和頻密。

故事的開始，是由旁白解說故事主角史丹利於一棟辦公大樓內工作，每天按着電腦的指示按鍵。但當有一天，電腦屏幕毫無反應之時，史丹利決定離開其長年逗留的房間，試圖探究自己的工作環境發生甚麼事情。
遊戲讓玩家以第一身視點進行歷險，與周遭環境的事物進行簡單互動，包括最基本的行走、按鍵、開門、取放物品等。旁白會沿路引導玩家走向特定地方，以及進行特定動作，達至基本故事結局。然而，遊戲空間亦會容許玩家不按旁白指示行動，循著各種未被提及的事物和途徑作出抉擇，從而令旁白漸漸脫離一般的說故事模式，開始針對玩家的懲罰式展開，以至一同迷失於邏輯錯誤的空間當中。玩家可於模組版本達成6種結局，於高清重製版可達成最少18種結局，於終極豪華版更可達成超過40種結局。因此，本作宗旨被普遍認為是探究遊戲的意義和選擇的本質，而非一般遊戲中要求玩家完全投入世界觀和規則，對規劃路線以外的事情不聞不問。

## 開發

### 遊戲模組
推出遊戲模組時正值22歲的戴維·文登，最初的夢想是成為一名遊戲開發者。其靈感是來自3年前接觸各種典型電子遊戲故事旁白，並思索玩家如果違反旁白指示會發生甚麼事情。他發現過去不少被讚譽為優等的遊戲，均是建基於大量強加在玩家的假設，以及需要玩家習慣的內容，而沒有為玩家解答一些框架外想像得到的可能性。云云當中，他欣賞一些漸漸打破這個盲點，需要玩家停下思索旁白背後意味的作品，包括合金裝備系列、戰慄時空2、傳送門、時空幻境及生化奇兵等等。在這認知底下，他決定製作一部關於「為何玩家要玩電子遊戲？」的遊戲，亦寄望玩家會在完成以後進一步討論箇中意義。在最初的設計檔案中，他標明遊戲除了正統路線外，剩餘選項必須讓玩家陷入任何形式的混亂、進入無法破解的困局、與及製造可以找出答案的煙幕。
戴維·文登起初使用Source引擎建構時並沒有經驗，只能倚靠官方介紹自學。所有遊戲內容幾乎都由他堆砌，惟獨旁白經過一次公開遴選，便找到適合的人選凱萬·布賴亭（Kevan Brighting）。為了不讓玩家感覺過程冗長，體會更多天馬行空的結局，他盡量把各部分和過程縮短，好讓玩家有興趣重新開始。不過當中亦有部分構思，因為不知建構方法而被迫放棄，包括想讓部分指令聯繫到現實的鍵盤按鍵，但找不到有關配套。結果其將錯就錯，把場景改為玩家連跟隨旁白指示亦無法做到，締造一個令人更為迷茫的困境，在正式推出時意外獲得好評。
完成遊戲後，戴維·文登覺得過程使之累垮，一時抑壓其在遊戲界大展鴻圖的野心，不過普遍玩家的正面評價讓其在發展路上更為努力。於Mod DB正式發佈前，只有他與一名朋友進行最後測試，而當時亦正準備大學畢業。之後其曾經遠赴澳洲加入遊戲主題酒吧的工作，但畢生事業很快被遊戲意外的成功徹底改變。他接到不少參與新遊戲製作的邀請，當中不乏大型遊戲公司，但因著性格關係而婉拒。相反，他決定先改善現有的遊戲模組，為其日後真正獨立的新遊戲發展好好鋪路。

### 高清重製版本
遊戲模組推出不久，戴維·文登收到另一位Source引擎設計用者威廉·普聯絡。對方曾經贏得建基於其他模組的遊戲獎項Saxxy Awards，提出可以極力參與改善工作，繼而開展兩年的合作。儘管戴維·文登原意是保留原型模組重製，威廉·普很快說服其盡力竄改，成為一款獨立遊戲。其中旁白凱萬·布賴亭得以保留，很大原因是戴維·文登認為遊戲一半的成功是緣於對方細膩的聲線演繹。
起初測試新遊戲時，製作團隊發現玩家未能根據他們提供的路線圖，察覺到遊戲當中的數個關鍵分歧點，於是將之移走；但此舉又不時令玩家無法意識自己要作出選擇，最終的解決方案是調整遊戲的色調，加入更又多明顯的不同。其後為了遊戲體驗拓展到更意外的層次，製作團隊亦曾問准維爾福及馬庫斯·阿列克謝·泊松，得到一些模仿設計的許可。後來亦就着合作對象，而加入許多同在發行商Steam架上的遊戲細節。
遊戲早期制定銷售策略是玩家自訂付費金額，但最後改用社交系統Steam的投票服務，讓一定玩家競投獨立遊戲開發者的遊戲以換取其上架。2012年10月，Steam公佈遊戲獲得核准，在完成後搬上平台發售。遊戲原定上架名字包含「高清重製」，但後來刪去有關字眼，標明此為最終決定的版本。
正式宣佈發售日期時，製作團隊同時宣佈推出免費遊戲演示，是一部以兩個月時間拼砌既有遊戲原素而完成的作品。基於本作透過玩家選擇造就各方面驚喜，所以遊戲演示沒有依循原作走向去造成劇情透露，而巧妙地運用正式版以遊戲剖析遊戲本質的內容，套用為遊戲演示剖析遊戲演示本質，同樣令玩家留意旁白提示以外的佈置。所以亦有意見認為，遊戲演示本身可以視作一個獨立的新遊戲看待。為了更有效推廣，戴維·文登甚至特意為各個著名遊戲實況轉播頻道，製作特別版旁白台詞。而自遊戲核准在Steam上架，官方亦設立Youtube頻道去展現遊戲的各階段製作成果，並在影片敘事方式上混入遊戲的獨特原素。

## 評價

### 所獲獎項
| 年份         | 獎項                                  | 類別                      | 獲提名              | 結果 | 來源          |
| ------------ | ------------------------------------- | ------------------------- | ------------------- | ---- | ------------- |
| 遊戲模組     |                                       |                           |                     |      |               |
| 2011         | Mod DB 2011                           | 編輯選擇 互動遊戲模組大獎 | 《史丹利的寓言》    | 獲獎 | [ 13 ]        |
| 2012         | 紅毯獎                                | 特別表揚獎                | 《史丹利的寓言》    | 獲獎 | [ 14 ]        |
| 2012         | Design Museum London 2012年度設計大獎 | 數碼組別                  | 《史丹利的寓言》    | 提名 | [ 15 ]        |
| 高清重製版本 |                                       |                           |                     |      |               |
| 2013         | BigSushi.fm                           | Best of PAX 2013          | 《史丹利的寓言》    | 獲獎 |               |
| 2014         | 第15屆獨立遊戲節                      | 觀眾獎                    | 《史丹利的寓言》    | 獲獎 | [ 16 ] [ 17 ] |
| 2014         | 第15屆獨立遊戲節                      | 谢默斯·麦克纳利大奖       | 《史丹利的寓言》    | 提名 | [ 16 ] [ 17 ] |
| 2014         | 第15屆獨立遊戲節                      | 創新獎                    | 《史丹利的寓言》    | 提名 | [ 16 ] [ 17 ] |
| 2014         | 第15屆獨立遊戲節                      | 優秀敘事獎                | 《史丹利的寓言》    | 提名 | [ 16 ] [ 17 ] |
| 2014         | 第15屆獨立遊戲節                      | 優秀音響獎                | 《史丹利的寓言》    | 提名 | [ 16 ] [ 17 ] |
| 2014         | 第10屆英國學院電子遊戲大獎            | 首次登場遊戲獎            | 《史丹利的寓言》    | 提名 |               |
| 2014         | 第10屆英國學院電子遊戲大獎            | 遊戲創新獎                | 《史丹利的寓言》    | 提名 |               |
| 2014         | 第10屆英國學院電子遊戲大獎            | 演繹獎                    | 凱萬·布賴亭飾演旁白 | 提名 |               |
| 2014         | 第10屆英國學院電子遊戲大獎            | 故事獎                    | 《史丹利的寓言》    | 提名 |               |

## 外部連結
- （英文） 遊戲官方網站
- （英文） Mod DB遊戲模組下載區（页面存档备份，存于）
- （英文） YouTube上的thisisthestoryofofof頻道